# Научная библиотека Томского государственного университета
Нау́чная библиоте́ка То́мского госуда́рственного университе́та (Научная библиотека ТГУ) — структурное подразделение ТГУ, одна из крупнейших университетских библиотек России.

## История

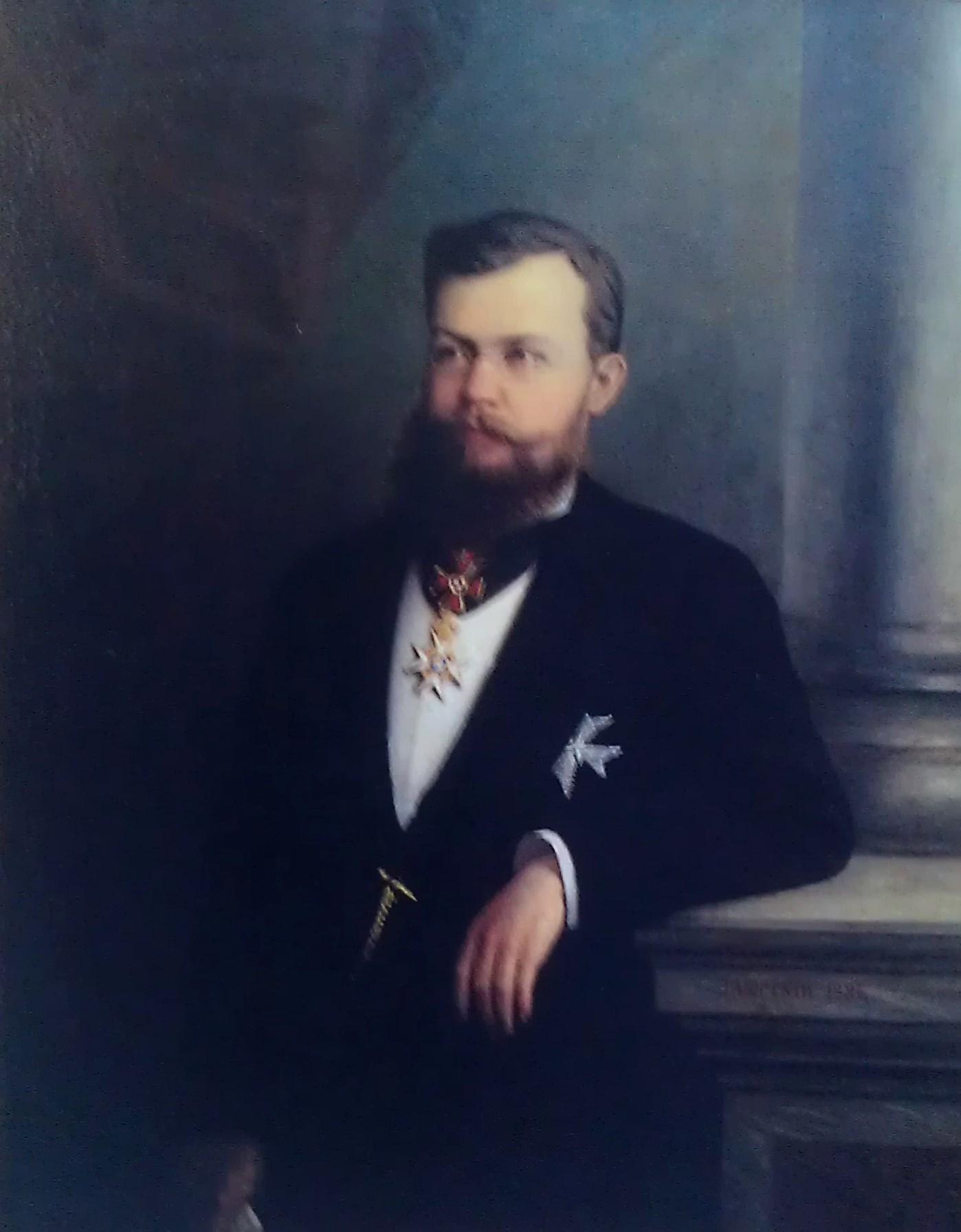
Портрет
А. М. Сибирякова

Научная библиотека Императорского Томского университета открылась в 1888 году одновременно с университетом. Основателем библиотеки является Василий Маркович Флоринский — врач и писатель, устроитель Томского университета, первого на территории Сибири и Дальнего Востока, и попечитель Западносибирского учебного округа.
В формировании обширного по численности и уникального по составу первоначального фонда библиотеки огромную роль сыграли российские меценаты, ученые, писатели, общественные деятели. В основу библиотеки легли частные библиотеки Г. А. Строганова, В. А. Жуковского, С. М. Голицына, А. В. Никитенко и другие. Первым вкладом в библиотеку был дар графа А. Г. Строганова, который в 1875 году дал согласие В. М. Флоринскому, служившему в Министерстве народного просвещения и знавшему о проекте создания университета в Сибири, передать в дар будущему университету родовую библиотеку своего отца в составе 22 626 томов. Библиотека В. А. Жуковского была приобретена у сына поэта и подарена Университету в 1879 году А. М. Сибиряковым.
Фонды библиотеки уже в 1888 году насчитали 96 тысяч книг. Библиотека формировалась и пополнялась из книг, подаренных университету и приобретенных им самим. В ней также была разнообразная литература по медицине. Профессор В. М. Флоринский передал в обращение 300 томов книг по истории русской медицины.
Университетской библиотеке были подарены библиотеки бывшего вице-президента Медико-хирургической академии И. Т. Глебова, заслуженного профессора Н. Ф. Здекауэра, профессоров П. А. и Н. П. Загорских (книги по анатомии и физиологии), бывшего профессора Харьковского университета Латкевича (издания по общей и частной жизни), доктора Пфейфера (сочинения по медицине и эпидемиологии оспы) и др. Библиотека стала регулярно получать отечественные и зарубежные медицинские журналы.

26 августа (7 сентября) 1880 года состоялась торжественная закладка здания университета. К 1885 году здание университета было построено, в центральной части для библиотеки были отведены помещения площадью около 1200 м². В июле 1885 года к работе приступил главный библиотекарь С. К. Кузнецов, кандидат историко-филологических наук, знаток древних и новых языков. Книги и журналы были распределены по трём отделениям: иностранному, русскому и медицинскому.

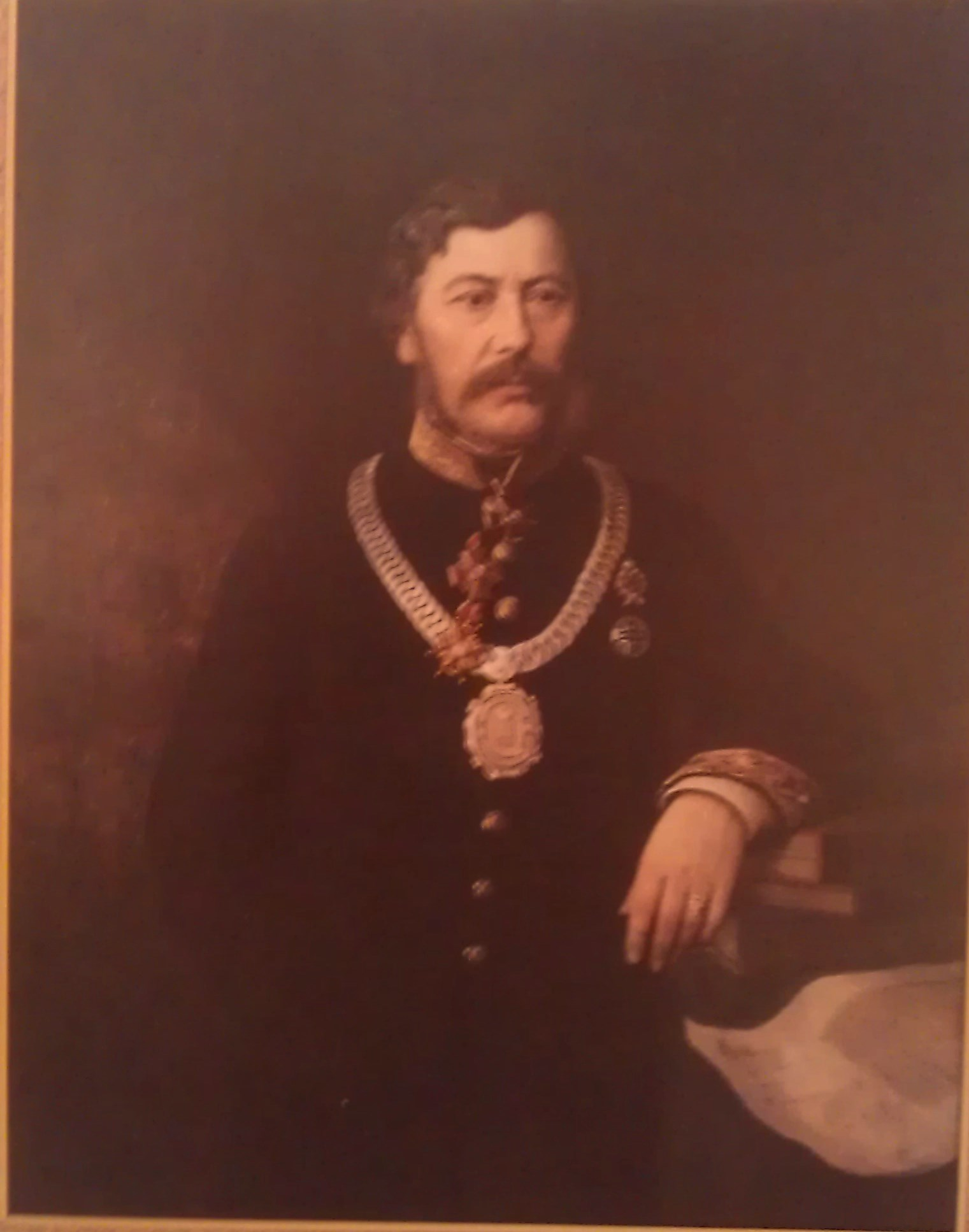
Портрет
З. М. Цибульского

В 1912−1914 годах на территории Университетской рощи для библиотеки под наблюдением архитектора Ф. А. Черноморченко и архитектора Я.Я. Родюкова построили отдельное здание в стиле неоклассицизма по проекту архитектора А. Д. Крячкова (по другим данным, Л. П. Шишко) с читальными залами, большим конференцзалом. Интерьеры библиотеки украшают портреты известных деятелей, связанных с Томским университетом (в частности портрет Г. Н. Потанина на реке Катунь художника С. М. Прохорова, портрет З. М. Цибульского, портрет А. М. Сибирякова), картины томских художников (Н. П. Ткаченко, П. М. Кошарова).
В 1978 году по проекту архитектора Э. И. Дрейзина построено ещё одно здание, соединённое со старым двумя переходами. Общая площадь библиотеки составляет 16559 м².
За большие заслуги в формировании книжного фонда и значимость его для научной и культурной жизни Сибири библиотека получила титул «научная» (1934); стала методическим центром для 54 вузовских библиотек Западной Сибири (1969). Томский университет, и в его составе библиотека, получил статус особо ценного объекта культурного наследия народов Российской Федерации (1998). В настоящее время фонд библиотеки насчитывает 3,7 миллиона единиц хранения, в том числе свыше 126 тысяч единиц рукописей и книжных памятников. Библиотека хранит как единое целое 25 архивов (Г. Н. Потанина, П. И. Макушина, Н. И. Наумова и др.).
С 1974 года группа исследователей в составе А. С. Янушкевич, Н. Б. Реморова, О. Б. Лебедева, Э. М. Жилякова, Н. Е. Разумова, В. В. Лобанов, во главе с Ф. З. Кануновой проводила работу по систематизации и научному исследованию личной библиотеки и архива поэта В. А. Жуковского. Результаты работы составили три тома коллективной монографии «Библиотека В. А. Жуковского в Томске». В 1991 году авторский коллектив исследователей был удостоен Государственной премии РСФСР в области науки и техники.
В рамках проекта TEMPUS TACIS T-JEP 10027-95 «Развитие управления Научной библиотекой Томского университета» 1995—1998 гг., руководитель − профессор Джудит Маркванд, Великобритания, — начата компьютеризация библиотечных процессов. Главный результат информатизации − создание интегрированного библиотечного комплекса, где взаимосвязанно работает 9 подсистем автоматизированной библиотечной информационной системы, и превращение библиотеки в информационный центр, программно-аппаратной основой работы стала многофункциональная автоматизированная библиотечная информационная система VTLS (США), локальная вычислительная сеть на 300 подключений, серверное оборудование, корпоративная сеть TSUNet. В Электронной библиотеке- репозитории хранятся полнотекстовые результаты научно-исследовательской и учебно-методической деятельности ТГУ.
Научная библиотека ТГУ сертифицирована на соответствие требованиям европейского стандарта BS EN ISO 9001:2015 в области информационно-библиотечного обеспечения научно-образовательной деятельности (2006—2026), внедрила систему менеджмента качества.

## Здания

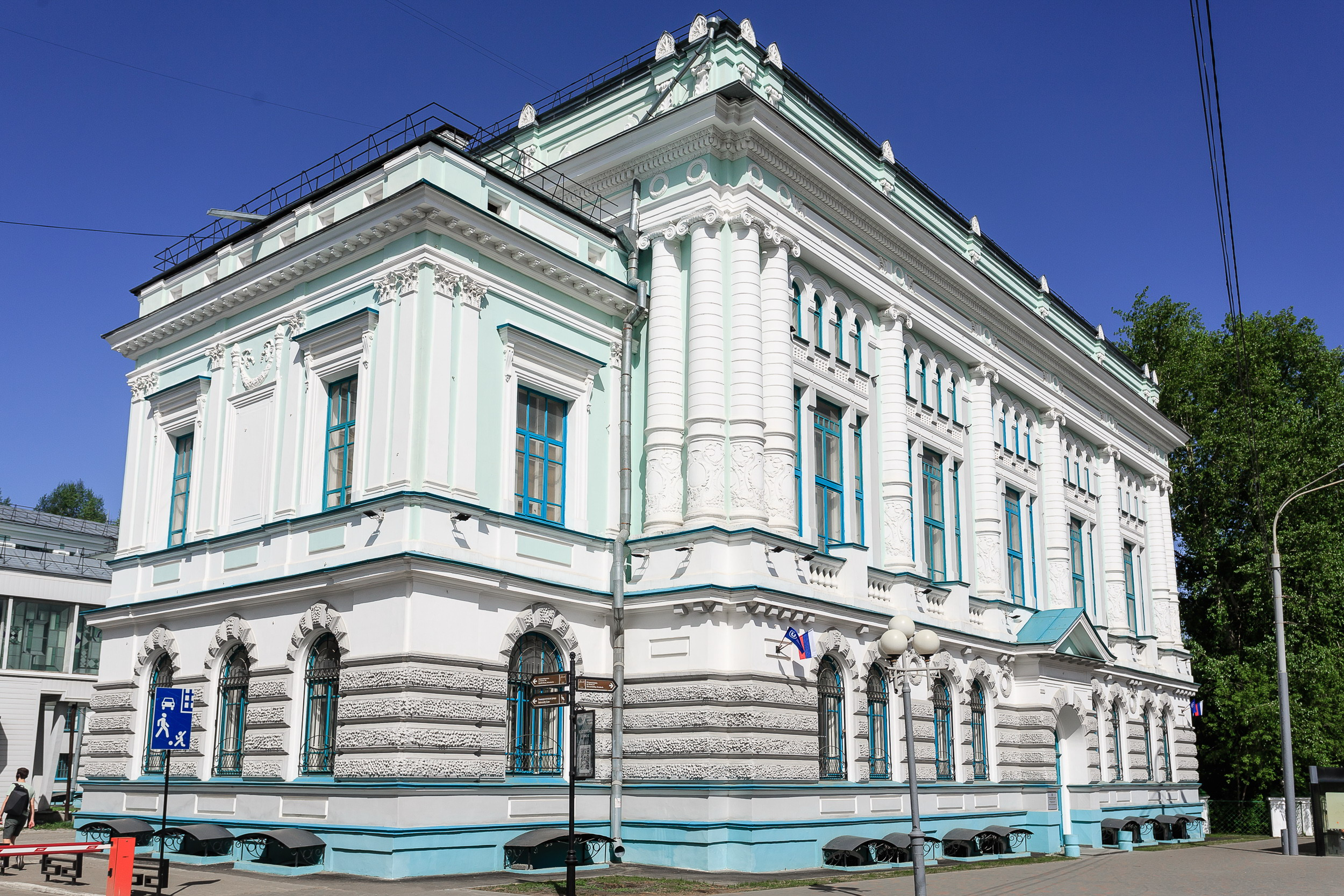
Здание библиотеки, построенное в 1912-1914 годах

Отдельное здание для библиотеки в стиле неоклассицизма построено в Университетской роще в 1912 − 1914 годах. Проект здания выполнили архитектор Департамента народного просвещения, гражданский инженер Лев Петрович Шишко и архитектор Императорского Томского университета Андрей Дмитриевич Крячков. Руководил строительством главный архитектор университета Федор Андреевич Черноморченко, позже - Яков Яковлевич Родюков. 
Библиотечный комплекс в начале XX века состоял из двух параллельно стоящих корпусов на окраине Университетской рощи, вдоль бывшей Садовой улицы (ныне проспект Ленина). В фасадной части располагался актовый зал высотой 10 метров с оркестровым балконом для проведения торжественных мероприятий университета. Книгохранилище размещалось в пятиэтажном корпусе с цокольным этажом. Корпуса соединялись между собой двухэтажным переходом, на первом этаже которого располагались кабинет графических искусств и помещения для сотрудников, на втором - читальный зал. Корпус, в котором разместился актовый зал, был богато декорирован как с внешней стороны здания, так и изнутри, что подчеркивало его общественное предназначение. Корпус книгохранилища в архитектурном отношении решен более рационально, без какого-либо нарочитого декора; он, как наиболее пожароопасный, хорошо был изолирован от всех других помещений библиотеки.

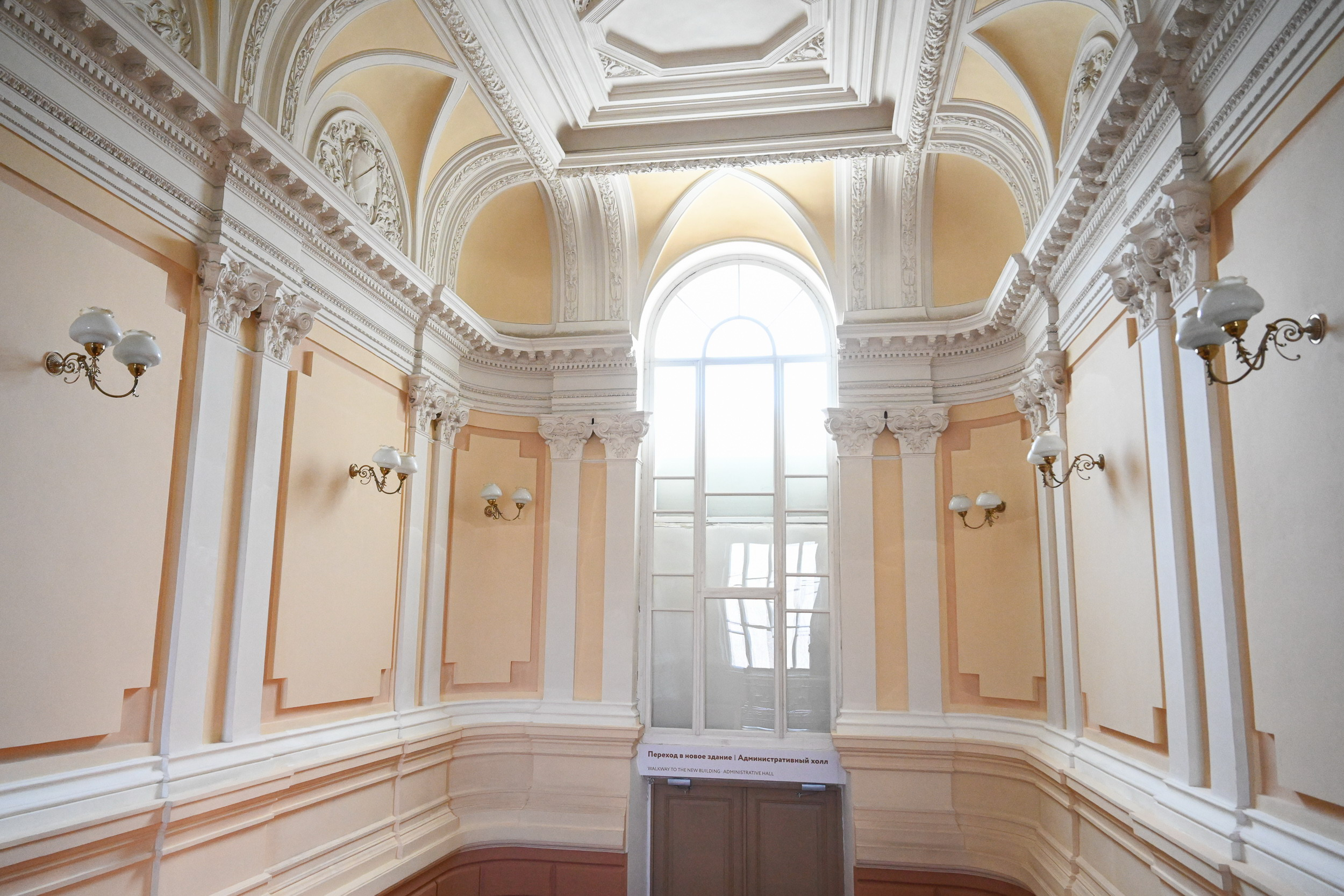
Интерьер старого здания библиотеки

В конструкциях здания библиотеки впервые в Сибири применены монолитные железобетонные перекрытия этажей книгохранилища и парадной лестницы. Потолок актового зала площадью около 500 квадратных метров также выполнен как монолитный и укреплен на железобетонных стропилах. 
Здание библиотеки в начале XX века отличалось высоким уровнем технического оснащения. Центральное отопление и система вентиляции устанавливались Варшавской технической конторой «Годлевский и К°». В библиотеке провели водопровод, канализацию, электроосвещение, разместили телефоны и электрические звонки. Книги из хранилища в читальный зал доставлялись специальным подъемником. 
Внутренняя обстановка помещений частично сохранилась с начала XX века: в книгохранилище используются стеллажи с подвижными полками от акционерного общества «Артур Коппель», в профессорском читальном зале – стулья от венской фирмы «Братья Тонет», шкафы и столы от местных краснодеревцев.
Сейчас в старом здании библиотеки расположены Музей книги, профессорский читальный зал, малый и большой конференц-залы, книгохранилище, структурные подразделения библиотеки и университета. 

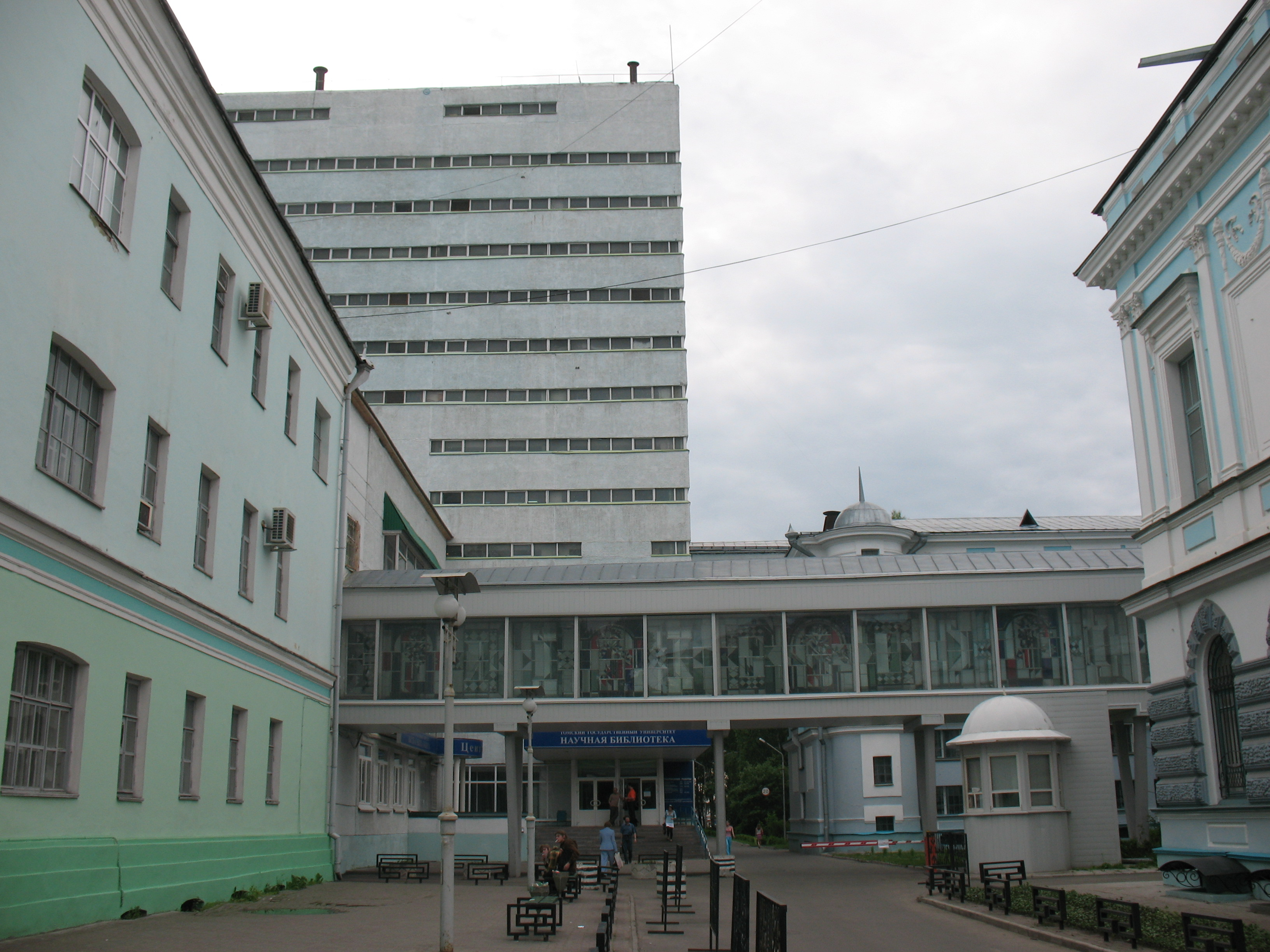
Вид на новое здание библиотеки

Еще одно 14-этажное здание библиотеки построено в 1978 году по проекту  архитектора Элиазара Израилевича Дрейзина, оно соединено со старым зданием двумя переходами. Парадный переход украшен витражом «Иней» художника-монументалиста Николая Евсеевича Наврося. Второй переход предназначен для служебных целей.   

Особенности интерьера нового здания – фрески народного художника России Вадима Алексеевича Кулакова, мозаичная стена при входе в библиотеку. Фрески расположены в холлах библиотеки рядом с отраслевыми читальными залами и сюжетно отражают деятельность известных учёных и исследователей своего времени. Комплекс росписей по своему внешнему виду является ярким примером советского монументального искусства, а художник В. А. Кулаков был удостоен за мозаику «Наука», маркетри «Природа» (до настоящего времени не сохранилась) и три росписи на тему «История человеческой культуры» первой премии Московской организации Союза художников СССР 1978 года. 

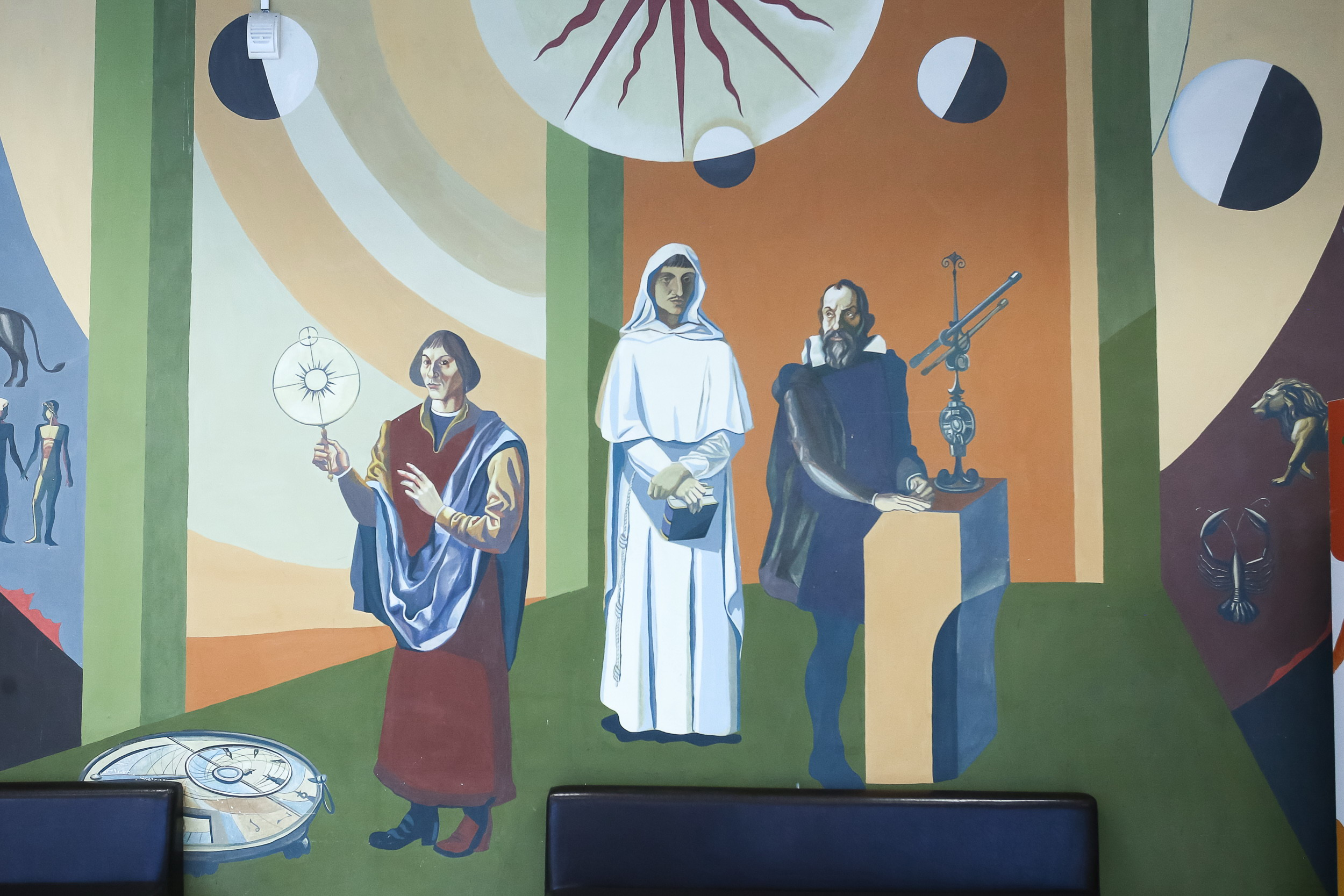
Фрески художника В. А. Кулакова

На фасаде нового здания библиотеки  размещена гигантская надпись: Мы буквы, с нами - текст. Это арт-объект авторства санкт-петербургского художника Владимира Абиха (одна из работ паблик-арт-фестиваля «мУкА-2021»). 
Основную часть нового здания библиотеки занимает книгохранилище. Помещения для пользователей представлены читальными залами на 3, 4 и 5 этажах, информационным центром 24/7, исследовательским залом, лекционным холлом, аудиозалом композитора Эдисона Денисова. Здесь также размещен «Кабинет Пушкинского» – посольство Государственного музея изобразительных искусств им. А.С. Пушкина. 
Сегодня Научная библиотека в составе Томского государственного университета имеет статус особо ценного объекта культурного наследия народов РФ. Здание библиотеки включено в число памятников архитектуры федерального значения Указом Президента Российской Федерации № 176 от 20.02.1995 года.  Ранее Научная библиотека признана памятником истории местного значения решением № 109 Томского облисполкома от 28 апреля 1980 года.

## Высокопоставленные гости
6 июля 1891 года Императорский Томский университет (церковь, Актовый зал и библиотеку) посетил, возвращаясь из кругосветного путешествия, цесаревич Николай. «6 июля, в субботу, в 10 часов утра, при громадном стечении народа Его Высочество изволил осчастливить своим посещением Императорский Томский университет. …Он с удовольствием принимает звание Почётного члена университета, посещение которого останется для него самым отрадным воспоминанием путешествия по дорогой Ему Сибири».
1 сентября 1910 года в библиотеке побывали председатель совета министров, министр внутренних дел П. А. Столыпин и главноуправляющий земледелием и землеустройством А. В. Кривошеин.
22 мая 1923 года в книге почетных посетителей библиотеки оставлена запись «Народный комиссар по просвещению А. Луначарский посетил эту великолепную библиотеку»
2 июля 1976 года Научную библиотеку посетил народный артист СССР Д. М. Гнатюк.
В начале сентября 1987 года, знакомясь с Сибирью, с Томском, в отделе редких книг НБ ТГУ побывал Грэм Грин («Тысячу раз благодарен тем, кто показал мне коллекцию великих и прекрасных книг. Мне бы хотелось целый вечер провести с ними»), в библиотеке он увидел русские издания своих произведений и с удовольствием отметил, что их охотно читают.
В апреле 2006 года в библиотеке прошла часть мероприятий VII российско-германских межправительственных переговоров с участием В. В. Путина и А. Меркель.
6 июля 2021 года премьер-министр РФ М. В. Мишустин посетил Научную библиотеку, где ему представили одно из направлений работы - цифровую платформу «PRO Сибирь». В книге почетных посетителей премьер-министр оставил запись: «Спасибо всем, кто бережно собирает и сохраняет уникальную историю России. Здесь можно познакомиться с редкими экземплярами разных эпох и веков. Удачи в продолжении этого замечательного проекта. Процветания России».

## Выставочная площадка «Музей книги»

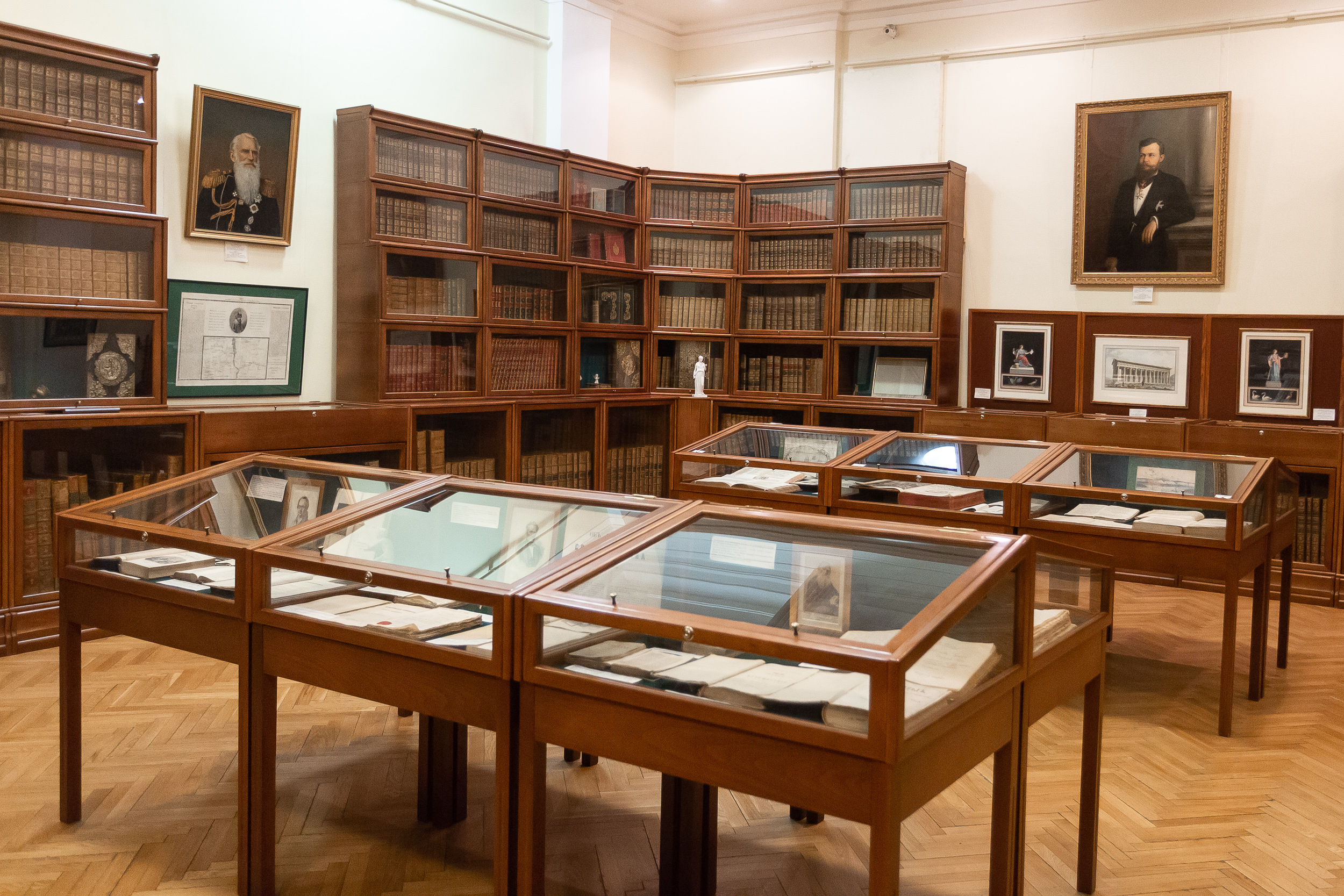
Музей книги Научной библиотеки ТГУ

«Музей книги» открыт в 2005 году на основе работавшей с 1944 по 2003 года постоянной экспозиции по истории книги при отделе редких книг и рукописей Научной библиотеки Томского государственного университета. Музей книги  создан по инициативе заведующей отделом Колосовой Галины Иосифовны .
В музее представлены около 2000 редких книг и рукописей XV – XX веков из фонда отдела. Самой ранней печатной книгой является инкунабула – труд францисканского монаха Михаэля Каркано «О семи человеческих пороках», изданный в Базеле в 1479 году. Самая ранняя русская книга в музее – Библия Ивана Федорова, напечатанная в Остроге в 1581 году. Здесь хранятся прижизненные издания произведений А. С. Пушкина, книги из библиотеки поэта В.А. Жуковского с пометами и записями на полях, «Ревизор» с автографом Н. В. Гоголя (1836).
Экспонаты размещены в основных разделах:
- Начальный период истории Сибири и Томска XVII—XVIII веков
- Западно-европейские и славяно-русские издания XV—XVIII веков
- Отдельные периоды истории и литературы России XVIII—XX веков
- Документы, относящиеся ко времени основания и открытия Томского университета 1880—1888 годов
- Материалы из архивов известного путешественника, общественного деятеля Сибири Г. Н. Потанина, сибирского просветителя П. И. Макушина, писателя Г. М. Маркова.

Дополняют экспозицию выставочной площадки «Музей книги» оригинальные живописные и графические работы художников XIX-XX веков, портреты жертвователей на строительство университета, основателя библиотеки и устроителя первого университета в Сибири В. М. Флоринского, а также рабочее место Г.Н. Потанина. Отдельные экспонаты из «Музея книги» оцифрованы и представлены в Электронной библиотеке.

## Проекты

### PRO Сибирь

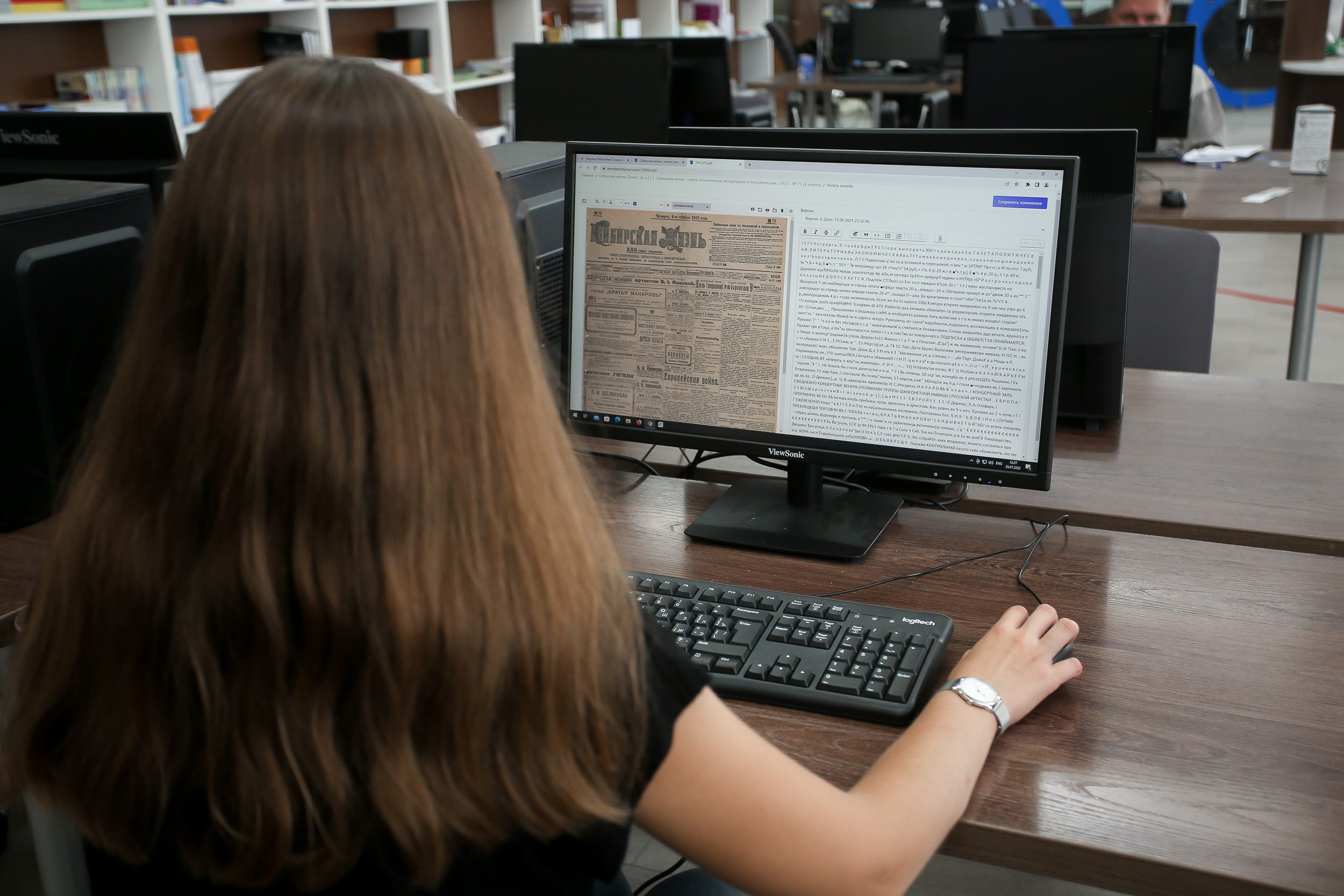
Волонтер на платформе «PRO Сибирь»

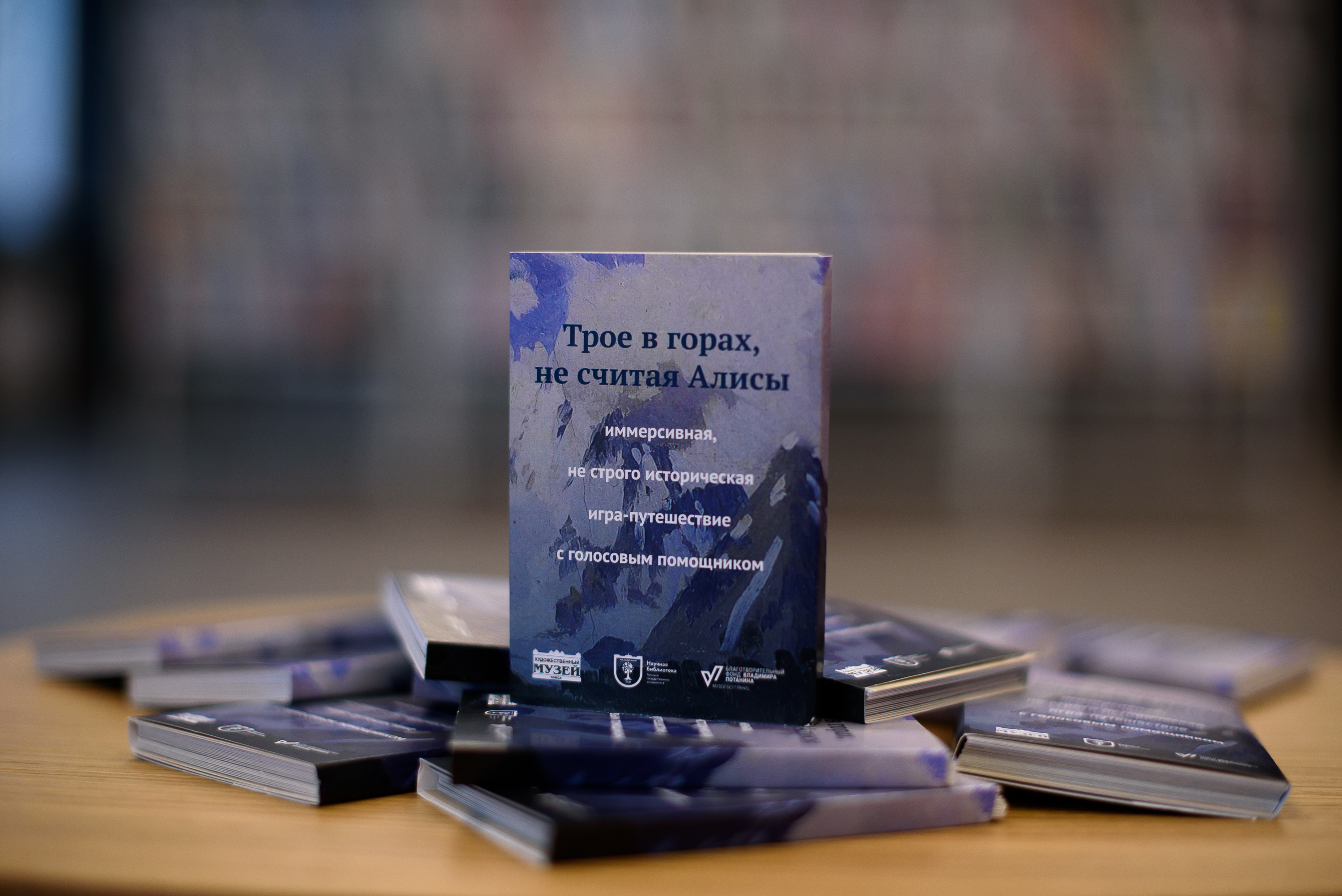
Настольный вариант игры «Трое в горах, не считая Алисы»

Проект «PRO Сибирь» — цифровая платформа, на которой собраны электронные материалы о Сибири: периодические издания, рукописи, книжные памятники, материалы исследовательских экспедиций, архивы ученых и другие ресурсы, отражающие территориальное, экономическое и культурно-историческое значение Сибири и Дальнего Востока. Ресурс создан Научной библиотекой при поддержке Томского государственного университета в 2021 году.
В настоящее время платформа дает возможность выполнять поиск информации по фамилии, населенному пункту или историческому событию. Помимо текстового поискового запроса проводится поиск по изображению. Любой зарегистрированный пользователь может изучать представленные материалы, распознавать и редактировать текст, создавать и размещать собственные оцифрованные документы и коллекции.
Одна из основных концепций развития платформы «PRO Сибирь» — гражданская наука, поэтому развитию ресурса активно помогают добровольцы. Сейчас в проекте участвуют около 400 волонтеров, которые занимаются корректировкой автоматически распознанных текстов. Также в рамках учебных занятий и летней практики к работе привлечены студенты Томского государственного университета.  
В мае 2022 года на платформе «PRO Сибирь» был проведен  первый чемпионат по распознаванию сибирских газет XIX века, онлайн и офлайн участниками которого было распознано более 83 тысяч знаков. В ноябре 2022 года в рамках Марафона гражданской науки организаторы проекта знакомили волонтеров с распознаванием дореволюционных газет. В мае 2023 года на втором Чемпионате по распознаванию сибирских газет участниками была откорректировано более 243 тысяч знаков.  
Значительная часть ресурсов, представленных на платформе, хранится в Электронной библиотеке ТГУ. Партнеры проекта «PRO Сибирь»: Томская областная универсальная библиотека им. А. С. Пушкина, Томский областной краеведческий музей, ГПНТБ СО РАН,  Институт истории СО РАН, Новосибирский государственный педагогический университет, Некоммерческая организация «Ассоциация сибирских и дальневосточных городов», ОАО «Манотомь»
Проект «PRO Сибирь» в цифрах (по состоянию на 1 января 2025 года):
- размещено 144 тысячи источников
- зарегистрировано более 4,5 тысяч пользователей, из них свыше 1 тысячи — научные волонтёры
- ежедневно распознается около 80 тысяч знаков
- 5 самых активных волонтеров распознали более 15 миллионов знаков за все время существования проекта
- охвачено 25 стран мира

### Трое в горах, не считая Алисы
Проект «Трое в горах, не считая Алисы» - иммерсивная, не строго историческая игра-путешествие из Томска на Алтай для 1-4 игроков, действие которой разворачивается в общении с голосовым помощником Алисой. Участники могут выбрать разные сценарии движения, которые приведут к одному из 12 финалов. Открыть все варианты завершения путешествия и получить максимум впечатлений помогает настольное дополнение к основной игре.
Проект реализовал Томский областной художественный музей совместно с Научной библиотекой ТГУ при поддержке Благотворительного фонда Владимира Потанина в 2023 - 2024 годах. В создании сценария использованы фонды обоих партнеров: воспоминания профессора Василия Сапожникова и его книга «Пути по русскому Алтаю» (1912 год), картины первого профессионального художника-алтайца Григория Гуркина и экспедиционные фотографии самого Сапожникова. История дополнена справками, ссылками и аудиоматериалами.
Проект создан победителем конкурса «Музей 4.0» (6 цикл) благотворительной программы «Музей без границ» Благотворительного фонда Владимира Потанина.

### Библиомаршрут
«Библиомаршрут» – подкаст библиотек Большого университета Томска, посвященный студенческой жизни от XIX века до сегодняшнего дня. Здесь из личных историй - воспоминаний студентов и сотрудников университетов разных лет складывается история университетского Томска. 
Подкаст запущен в 2022 году. Первые выпуски рассказывают, как студенты Императорского Томского университета добирались до места и обустраивались в городе в 1888 году. Следующие посвящены одному из первых профессоров Технологического института Владимиру Обручеву и одному из первых студентов Учительского института Александру Волкову. В связи с празднованием 80-летия Победы в Великой Отечественной войне создан специальный сезон подкаста. В его выпусках - воспоминания студентов и учёных, сохраненные в их письмах, статьях, интервью и мемуарах. 
Первые выпуски подкаста создавались в студии звукозаписи Томского политехнического университета. Голоса подкаста – сотрудники вузовских библиотек Томска, а также участники театральной студии «Люди».
«Библиомаршрут» - честь одноимённого проекта вузовских библиотек Большого университета Томска. Первым событием проекта в 2019 году стал автобусный квест между библиотеками Томского государственного университета, Томского политехнического университета и Сибирского государственного медицинского университета, собравший сотни участников «Библионочи». В 2021 году библиотеки вузов соединили на Яндекс.Картах университетские и городские достопримечательности в единый маршрут для самостоятельных прогулок. Отдельным точкам этой карты и посвящены выпуски подкаста.

## Научная библиотека сегодня
Пространства

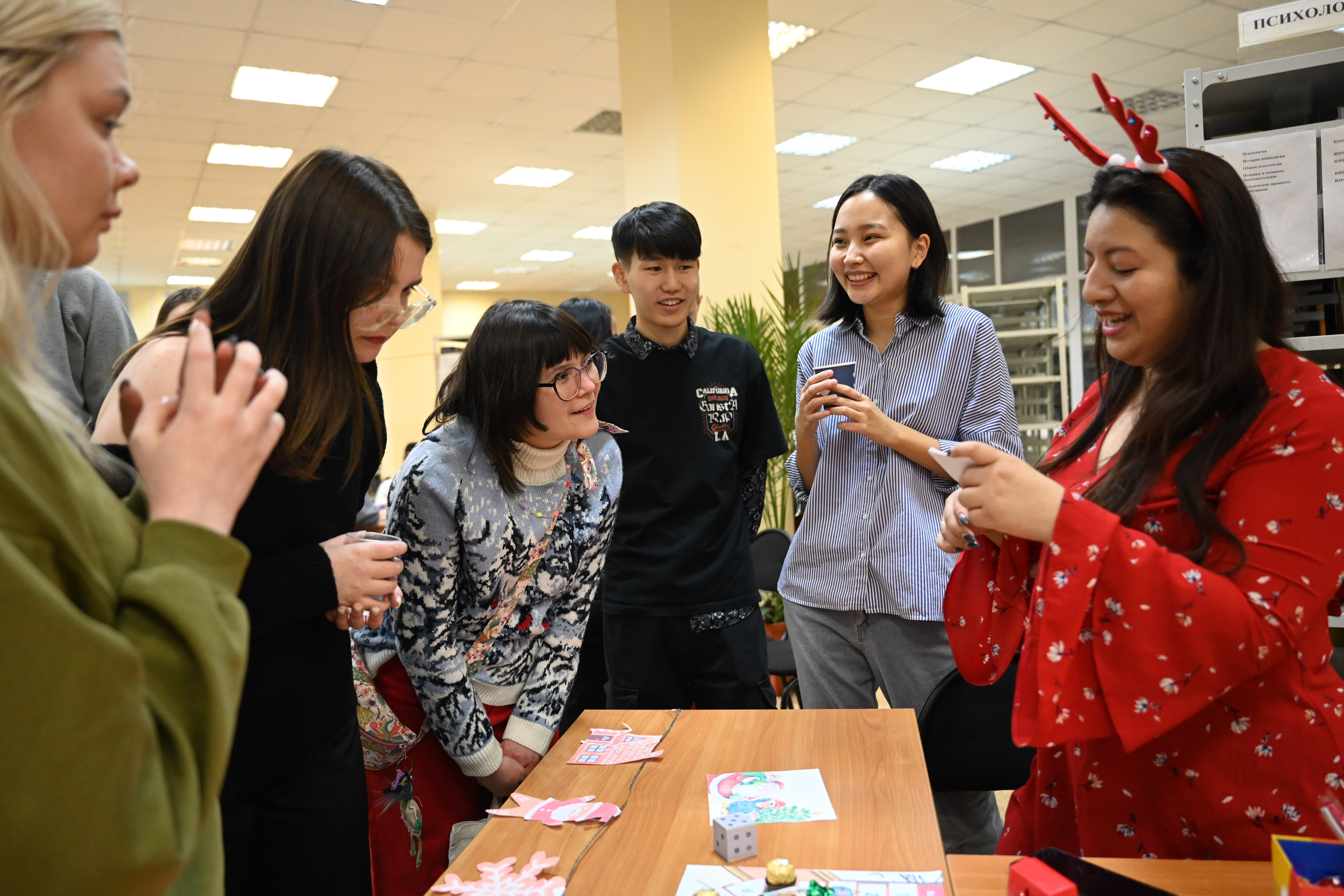
Новогодняя встреча языковых клубов

- 5 читальных залов, в том числе круглосуточный Информационный центр 24/7

- Исследовательский зал с аудиториями для индивидуальной и групповой работы

- Международный ресурсный центр и языковые клубы для студентов и преподавателей: английский, немецкий, французский, китайский, испанский, итальянский, индонезийский, арабский, бенгальский, монгольский, пакистанский, а также русский язык как иностранный
- «Кабинет Пушкинского» - первое и пока единственное Посольство Государственного музея изобразительных искусств им. А.С. Пушкина. Открыт 25 января 2024 года
- Аудиозал библиотеки композитора Эдисона Денисова - пространство, где представлены книги и нотные издания из коллекции Эдисона Денисова, а также доступно прослушивание грампластинок, принадлежавших композитору. Аудиозал открыт благодаря финансовой поддержке Эндаумент-фонда ТГУ

Ресурсы и сервисы
- Электронный каталог с 735 335 записей на платформе АБИС Koha содержит библиографические описания книг, журналов, газет, рукописных и архивных материалов, авторефератов и диссертаций, карт, альбомов, нот из фонда Научной библиотеки, статей из сборников о Сибири

- Электронная библиотека со 114 000 документов: сибирские и дальневосточные периодические издания, книжные памятники и архивные материалы, авторефераты и диссертации, научные и учебные публикации ТГУ

- Платформа «PRO Сибирь» c полифункциональным доступом к 144 000 оцифрованным материалам о Сибири. Ресурс позволяет производить поиск по распознанному тексту, создавать и размещать собственные оцифрованные документы и коллекции, участвовать в совместной работе с источником исследовательским группам

- Мобильное приложение «Научка ТГУ» с  возможностью получить и продлить читательский билет, найти собеседника для практики иностранного языка с помощью функции ComPass, бронировать помещения для работы и проведения мероприятий в библиотеке
- Чат-бот Стефан - собственный программный продукт в Telegram, созданный на языке Python командой разработчиков Научной библиотеки

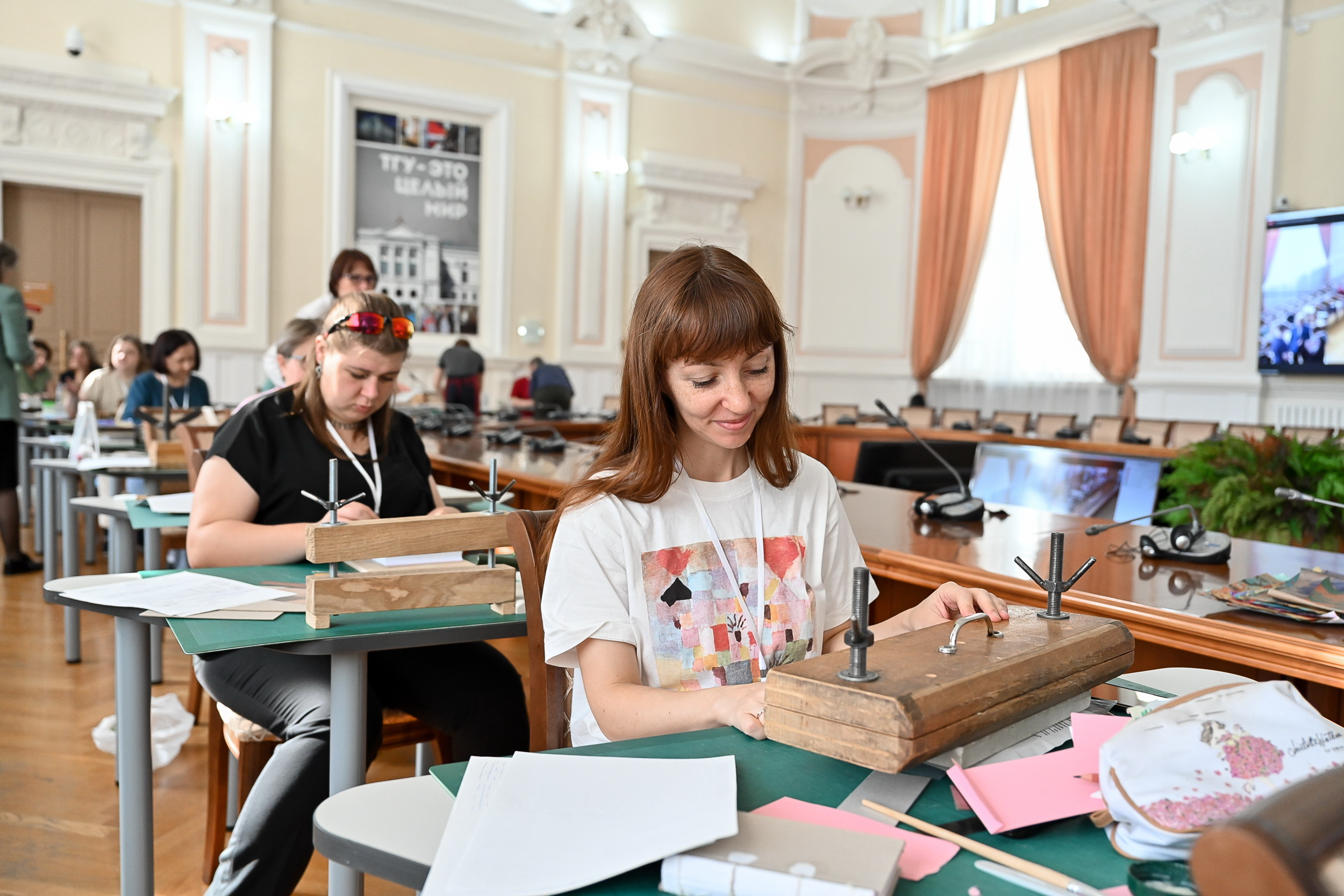
Шестая международная школа реставрации

Проекты
- Международная школа реставрации, организованная Региональным центром консервации документов Научной библиотеки и Томским государственным университетом. Проект реализуется с 2014 года

- Всероссийский форум «Университетская библиотека: точки роста» (2018), «Университетская библиотека #следуйзанами» (2020), «Университетская библиотека: так можно» (2023)

- «Библиотечный кампус» Большого университета Томска - региональный комплекс вузовских и академических библиотек города, формирующий единое информационное пространство знаний. Договор о сотрудничестве между библиотеками подписан в 2022 году
- Паблик-ток «Научный триптих» - совместный просветительский проект Научной библиотеки и Совета молодых ученых Томской области. «Напряженное состояние. Научный триптих» (2024), «Источник. Научный триптих»(2024), «Научный триптих. Пульс» (2025)
- «Трое в горах, не считая Алисы» - иммерсивная игра-путешествие, организованная Томским областным художественным музеем совместно с Научной библиотекой ТГУ при поддержке Благотворительного фонда Владимира Потанина

Сотрудничество
- партнерские мероприятия к юбилею профессора Владимира Алексеевского (выставки и пешеходные экскурсии), организованные совместно с Научно-технической библиотекой Томского политехнического университета и частным музеем «Профессорская квартира»
- Подкаст «Библиомаршрут» о студенческой жизни Томска, созданный специалистами библиотек Большого университета
- Пешеходные экскурсии «Европейский квартал: идем в Научку», «Первые лица томских вузов: к юбилеям Н.А. Гезехуса и Е.Л. Зубашева» - маршруты от комплекса музеев Томского политехнического университета и Научной библиотеки Томского государственного университета
- совместные мероприятия с Томской областной филармонией в рамках Фестиваля современной музыки DENISOV - выставка «Музыка чисел: библиотека Эдисона Денисова» из фондов Научной библиотеки в пространстве филармонии, концерт «Музыка книг» от солистов филармонии в павильоне Библиотечного дворика

Практико-ориентированное обучение
- Командный интенсив «Большой библиотечный апгрейд» 2022 – акселерационный интенсив для успешных библиотечных команд цифровых университетов (партнер - компания IPR MEDIA)

- 5 обучающих программ для профессионалов и тех, кто хочет ими стать

- «Как искать источники? Как искать истории?» – он-лайн курс для получения навыков анализа текстовых или визуальных исторических источников от специалистов отдела рукописей и книжных памятников

Яркие события

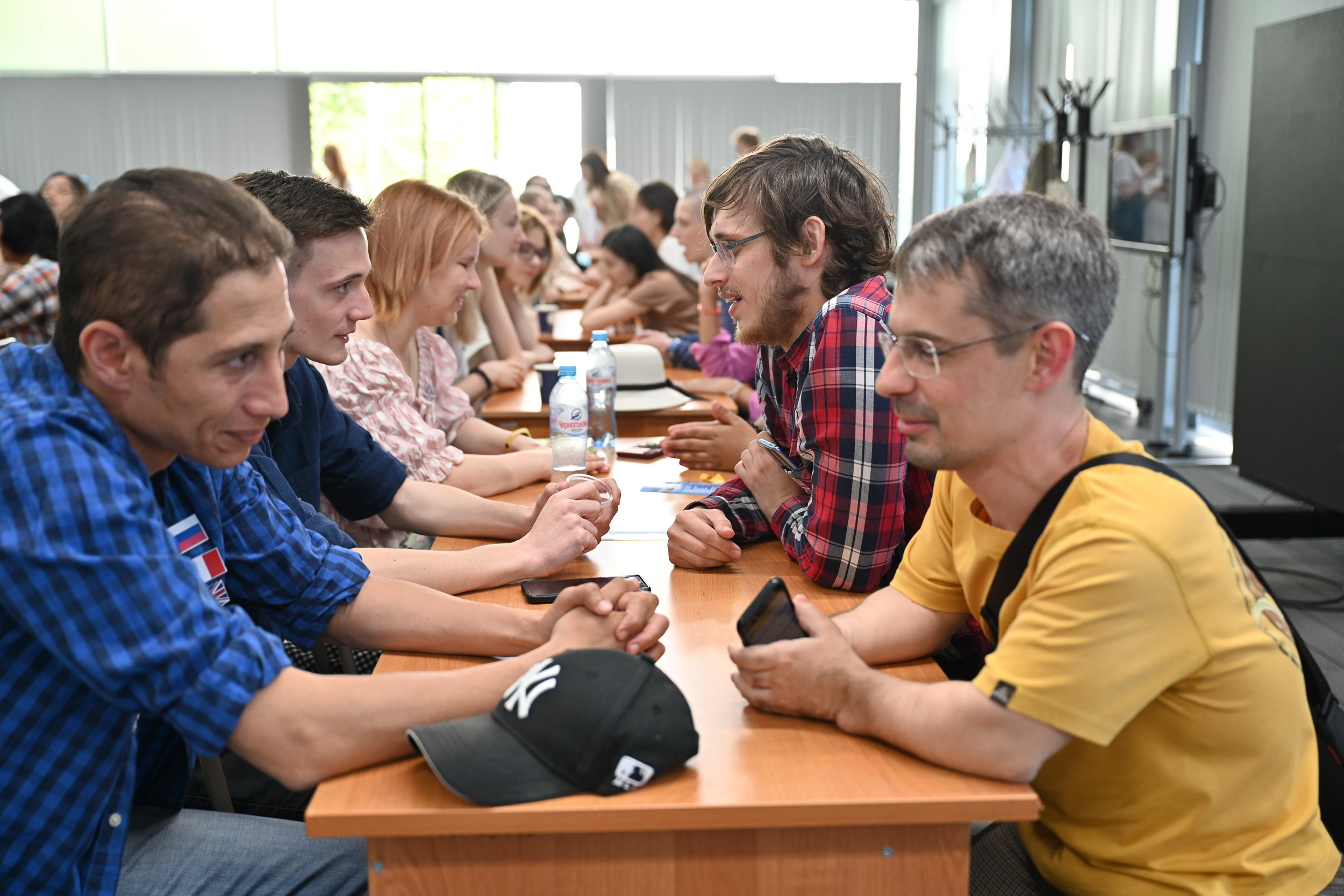
Марафон общения на разных языках

- Форсайт-сессия библиотек Большого университета Томска (2021)

- Чемпионат по распознаванию сибирских газет XIX века на платформе «PRO Сибирь». В преддверие чемпионата сотрудники университета и библиотеки проводят лекции и экскурсии, предлагают тактильно познакомиться с сибирскими периодическими изданиями с более чем столетней историей (2022, 2023)

- Марафон общения на разных языках Speak Dating, организованный Международным ресурсным центром Научной библиотеки совместно с управлением международных связей Томского государственного университета. Формат мероприятия предполагает, что собеседники должны поддерживать разговор на заданную тему на конкретном языке в течение пяти минут, далее пары, темы и язык меняются (2022, 2023, 2024)

- Фестиваль интеллектуальной книги и дизайна «Книжная дюжина» (2022), Фестиваль искусства и чтения «ТОМ» (2023, 2024), где сотрудники Научной библиотеки выступают организаторами и модераторами дискуссий, ведущими экскурсий и мастер-классов

## Галерея

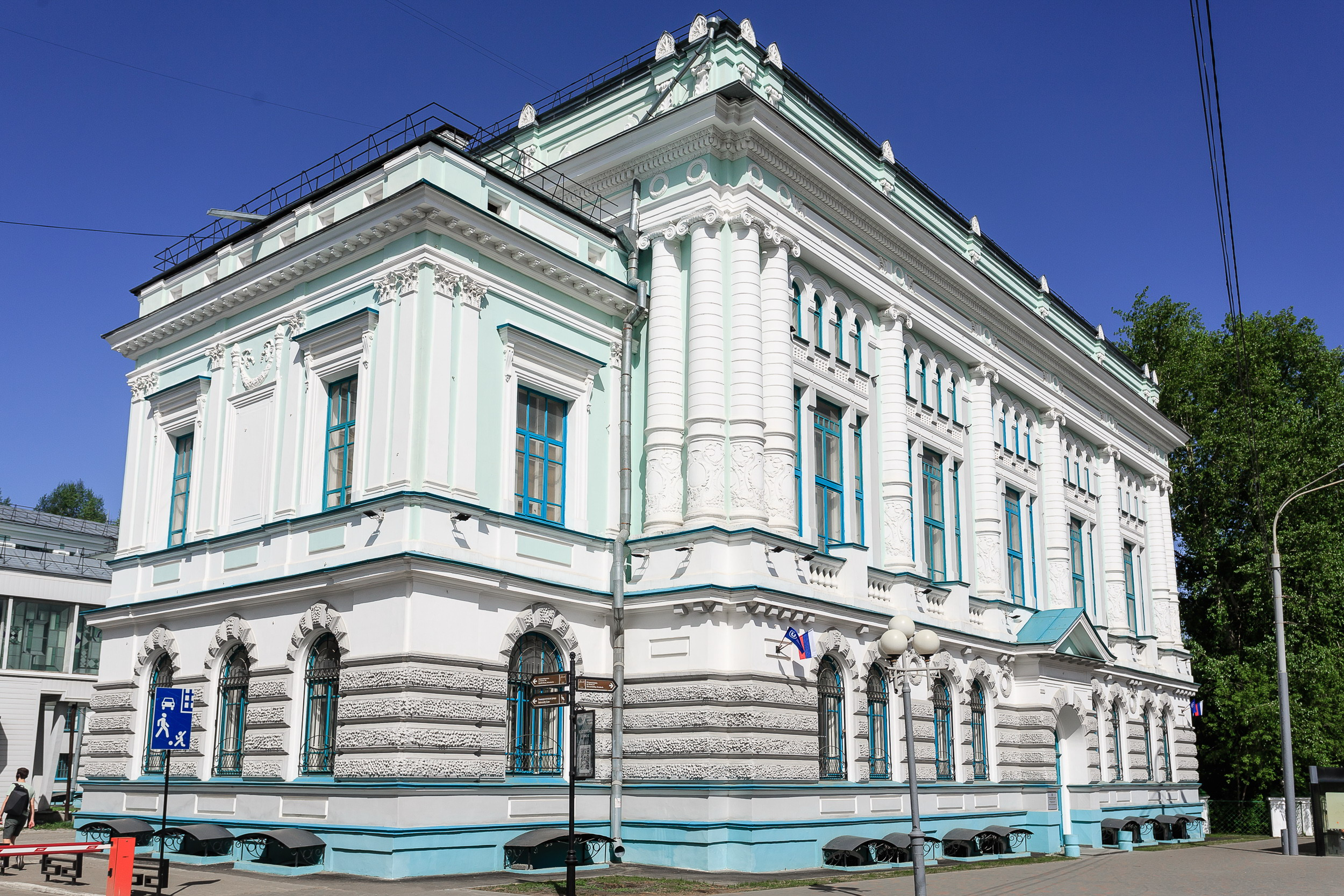
Научная библиотека (старое здание)
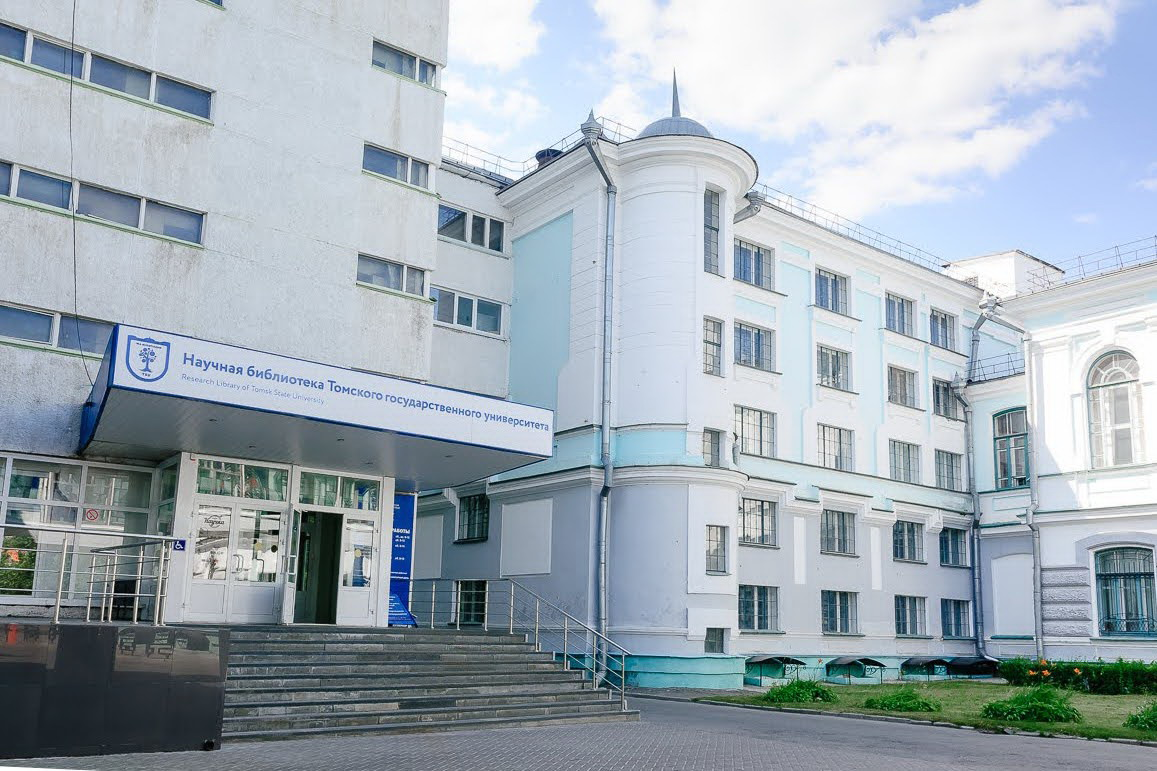
Вход в Научную библиотеку (новое здание)
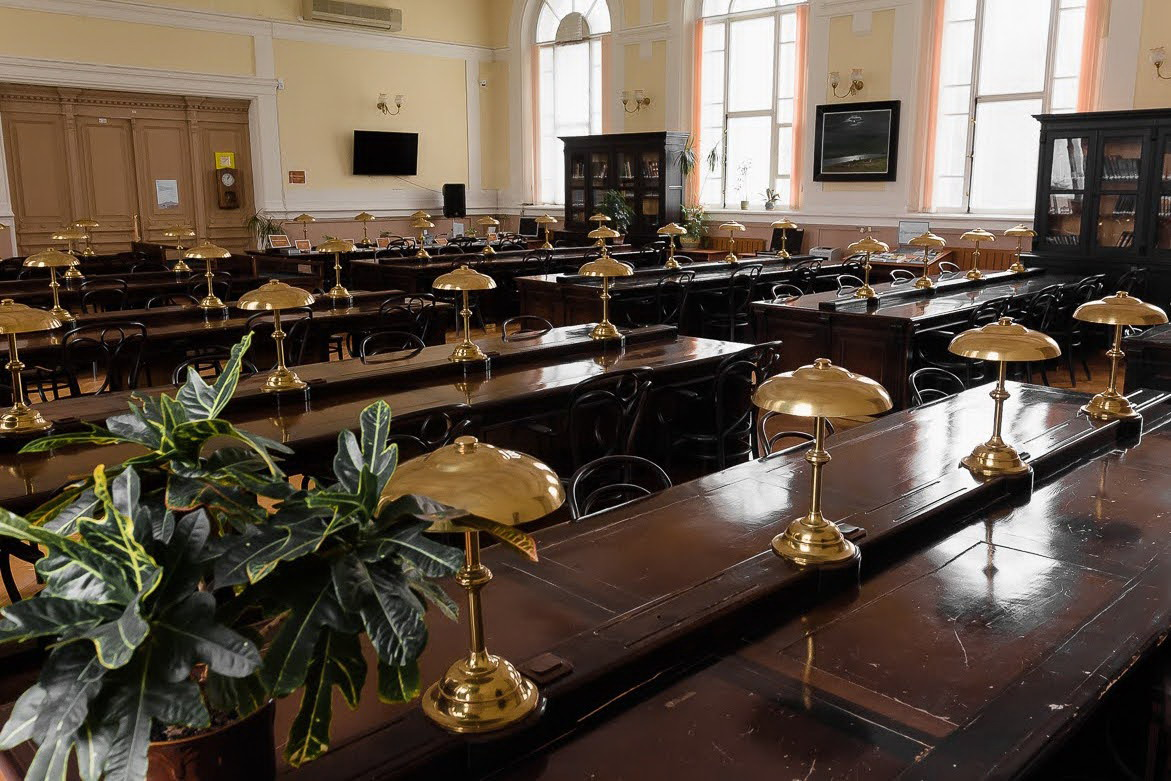
Профессорский читальный зал
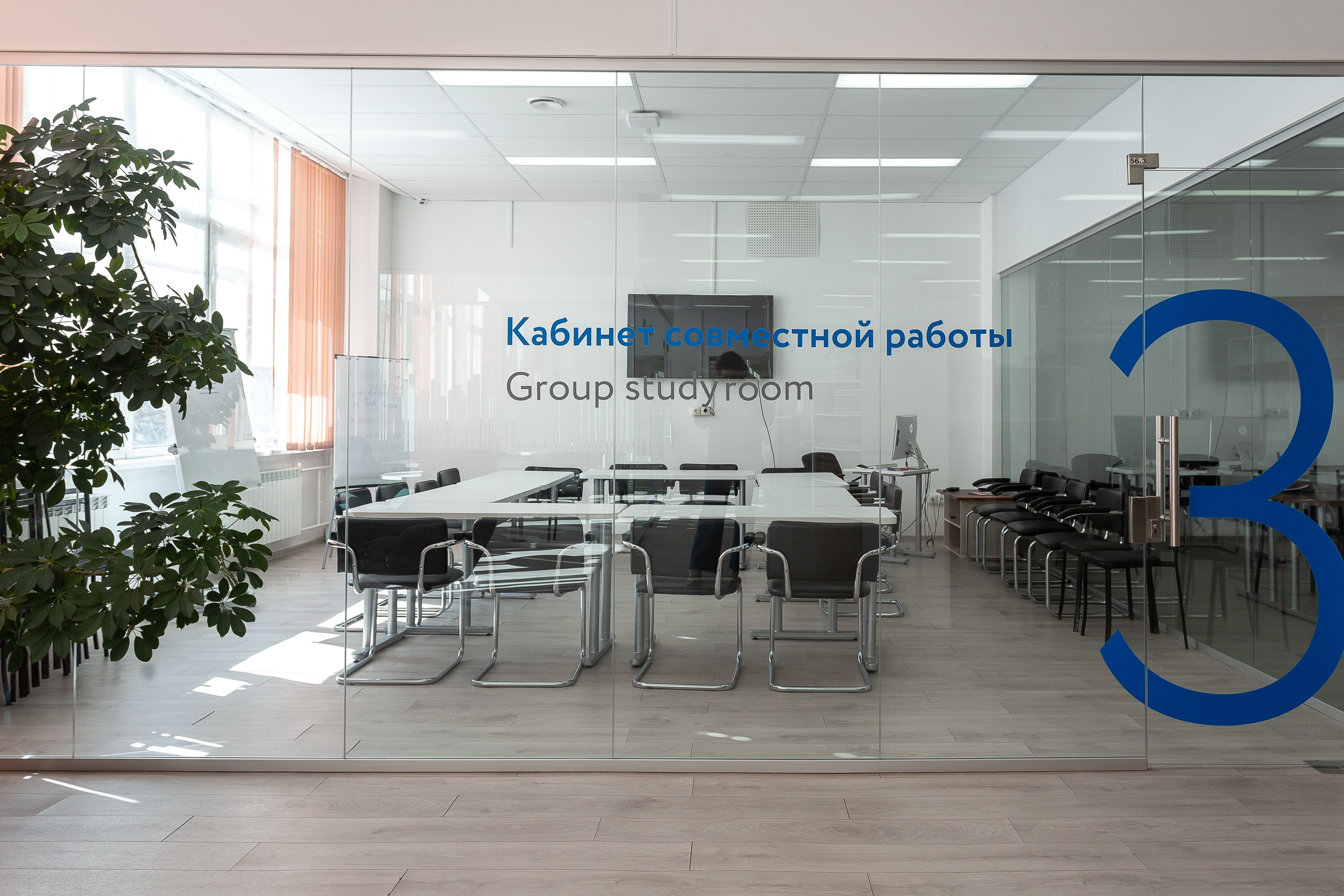
Кабинет совместной работы в исследовательском зале
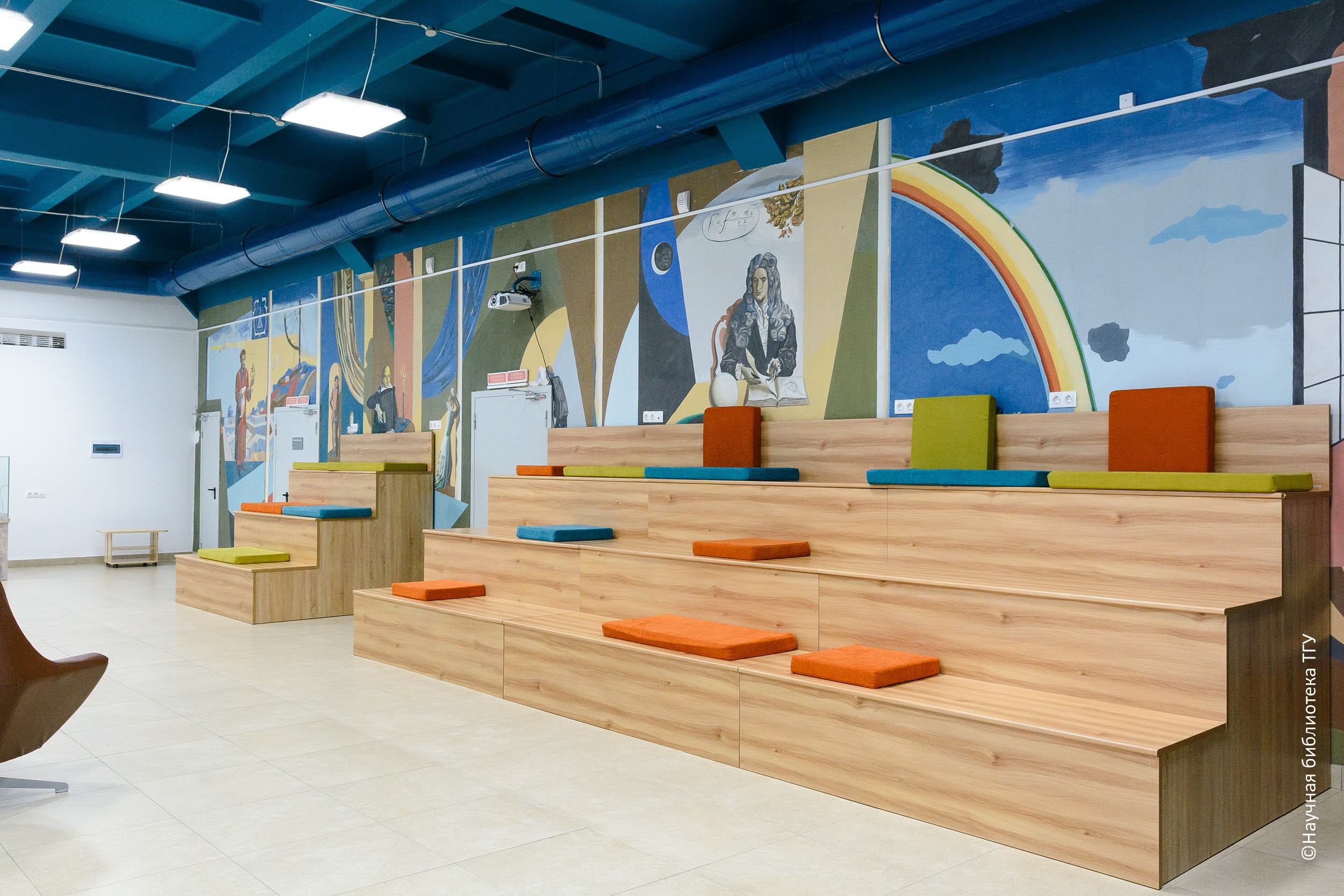
Лекционный холл
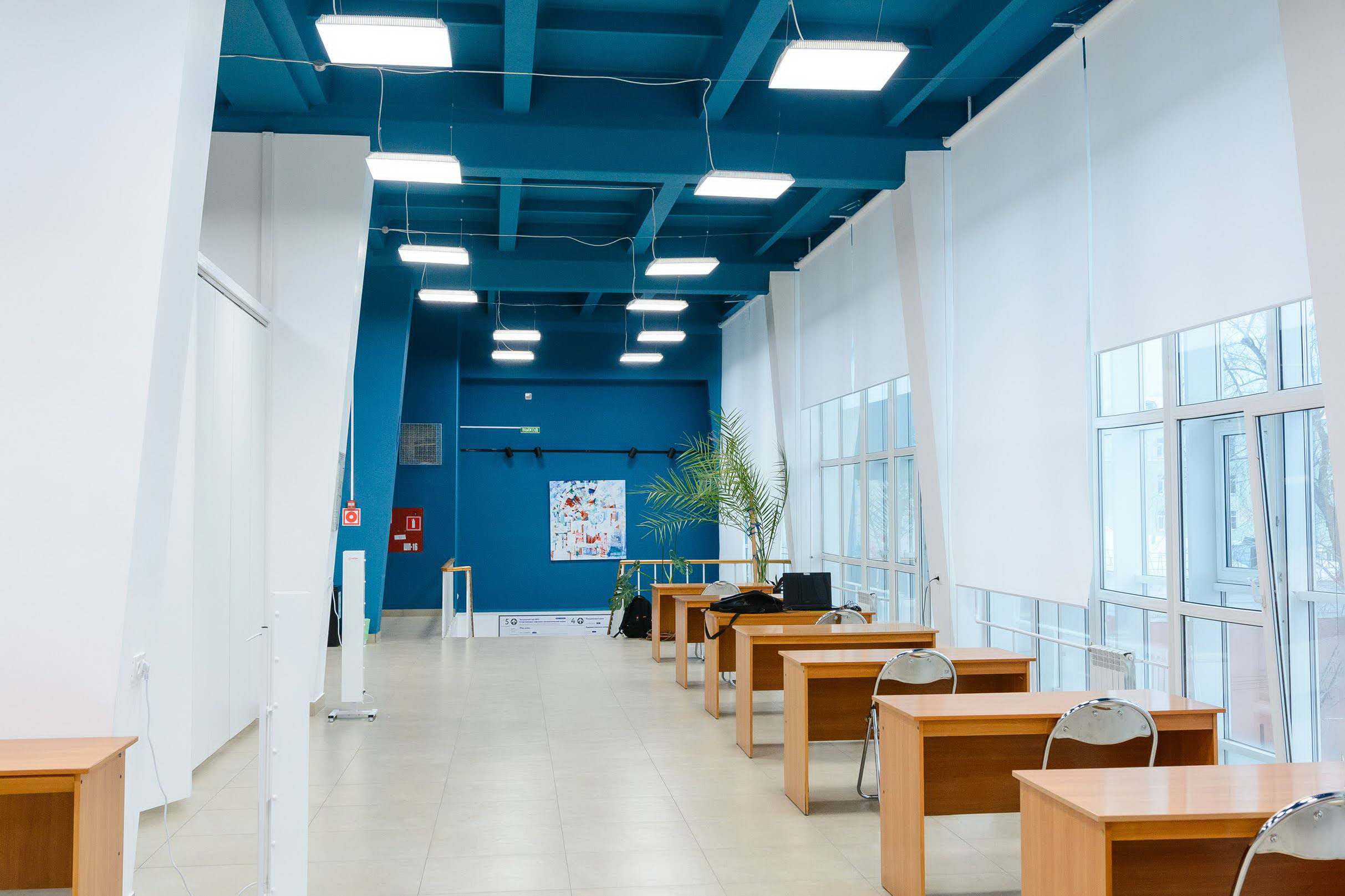
Пространство для работы в лекционном холле
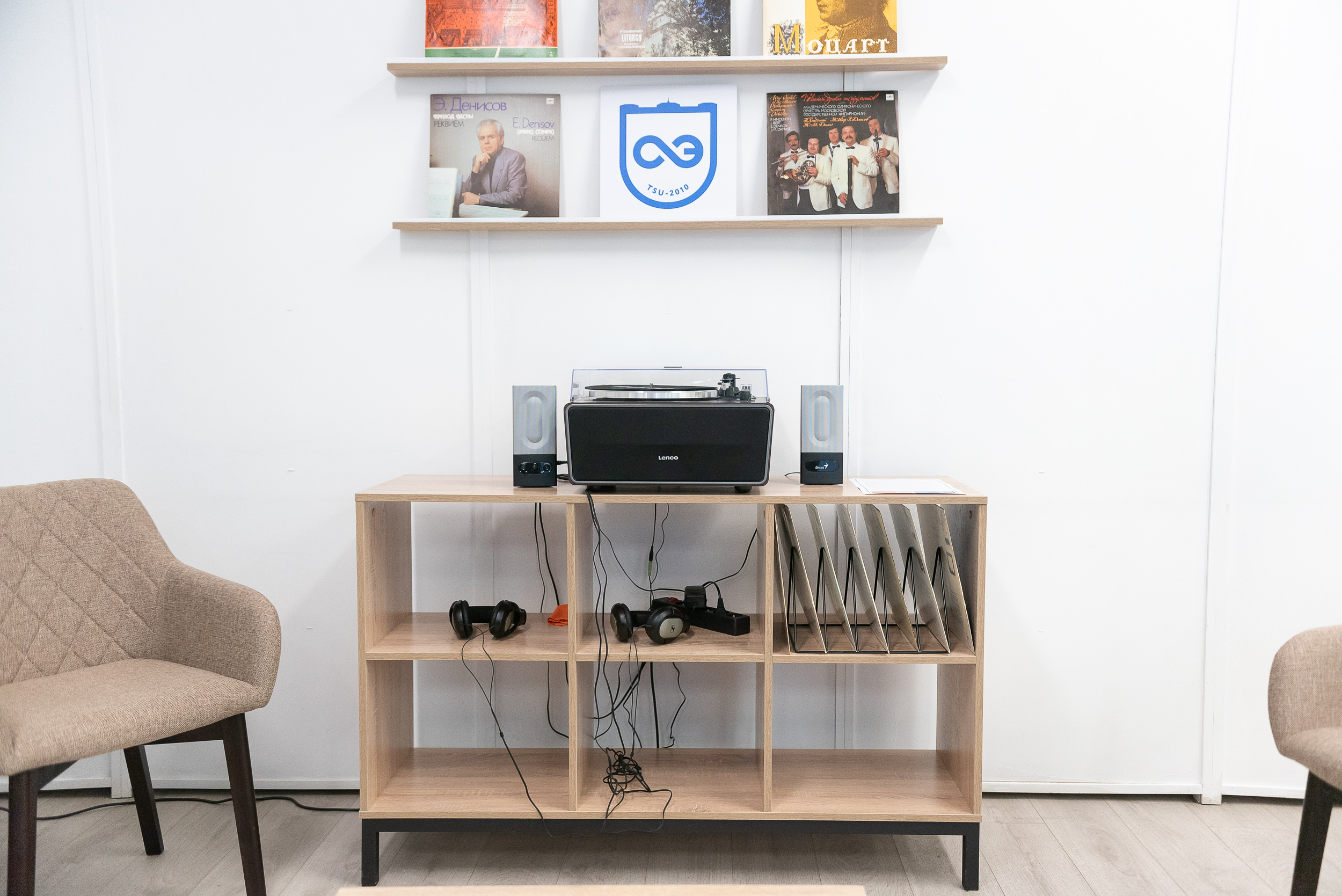
Аудиозал композитора Эдисона Денисова
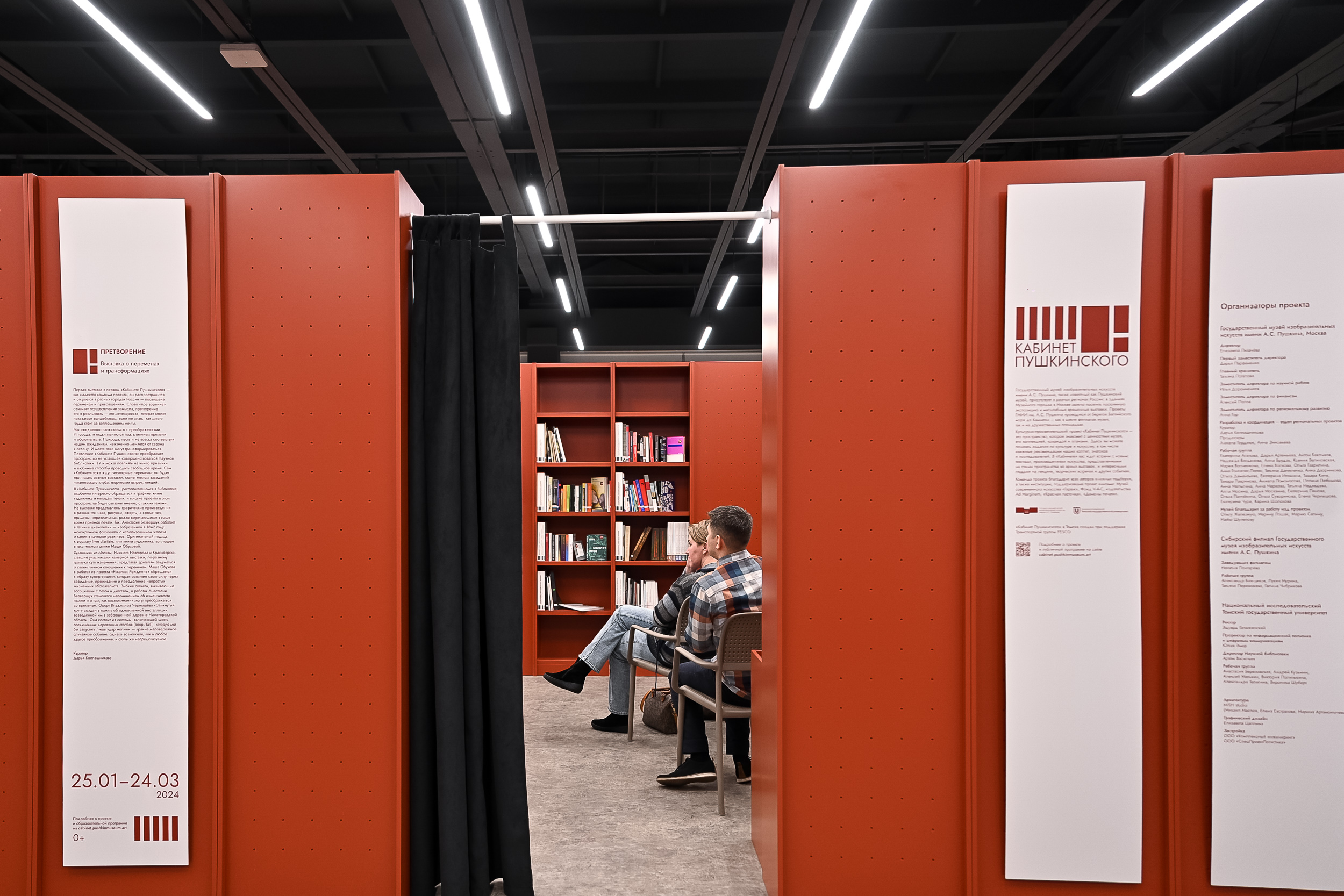
«Кабинет Пушкинского»